# Quinto catalogo di radiosorgenti di Cambridge
Il Quinto catalogo di radiosorgenti di Cambridge è uno dei più completi della serie di nove cataloghi pubblicati dall'Università di Cambridge.
Questo catalogo comprende radiosorgenti misurate tra i 408 MHz e i 1407 MHz. La prima pubblicazione completa risale al 1995, ma la compilazione iniziò nel 1975 e si compone di dodici parti redatte dal Radio Astronomy Group dell'Università di Cambridge. Il radiotelescopio One-Mile utilizzato per redigere questo catalogo ha raggiunto una risoluzione angolare di 80 secondi d'arco e 23 secondi di arco a 408 MHz e 1407 MHz rispettivamente, ed è stato in grado di rilevare sorgenti radio dalla potenza di 2 millijansky, notevolmente più deboli di qualsiasi sorgente precedentemente catalogata.
I riferimenti alle voci in questo catalogo utilizzano il prefisso 5C seguito dalla sezione del catalogo, un punto (".") e infine il numero della voce, ad esempio 5C12.311 per la voce 311 nella sezione 12 del catalogo 5C.